# Wedding TV
Wedding TV – kanał telewizyjny o tematyce ślubnej, powstały w 2006 w Wielkiej Brytanii.
Kanał nadawał programy prezentujące wszystkie etapy związku, od pierwszej randki, po zaręczyny i ślub. Część produkcji emitowała audycje poświęcone relacjom partnerskim, romansom i modzie ślubnej. Prezentowano programy dotyczące organizacji wesel w różnych częściach świata, porady ekspertów oraz programy podróżnicze, wskazujące jak zaplanować wymarzony miesiąc miodowy.
W lipcu 2008 roku brytyjska wersja Wedding TV otrzymała statuetkę w kategorii "Najlepsza telewizja tematyczna" na imprezie branży telewizyjnej Broadcast Digital Channel Awards w Londynie.

## Emisja w Polsce
Emisja testowa kanału rozpoczęła nadawanie 19 lutego 2007 na satelicie Hot Bird. Kanał został zakodowany, a dla widzów został udostępniony dopiero 23 kwietnia 2007 roku, gdy kanał wszedł do oferty platformy Cyfrowy Polsat. Rynek polski był drugim po brytyjskim, w którym Wedding TV uruchomił lokalną wersję. Po 6 miesiącach od uruchomienia rozpoczęto nagrywanie lokalnych produkcji własnych. Jedną z produkcji była "Supernovi", w której styliści poddają metamorfozom przyszłe pary młode. Kolejnymi produkcjami były: program poradnikowy "Śluby, zmysły i pomysły" i kulinarny "Kuchnia lekko pikantna".
31 stycznia 2013 roku na jednym z transponderów platformy Cyfrowy Polsat włączono nowy kanał, na którym pojawił się przekaz Wedding TV, jednak stacja miała inną ramówkę i grafikę ekranową od dotychczasowej wersji Wedding TV. Przez kilka godzin stacja nadawana była na satelicie w dwóch wersjach. Tego samego dnia zakończono emisję Wedding TV z wcześniejszych parametrów i od tej pory w Polsce nadawana była jedna, nowa wersja kanału z nowym logo.
20 maja 2013 (tylko w Polsce) doszło do rebrandingu kanału, który zmienił nazwę na Love i rozpoczął nadawanie głównie polskich produkcji.

## Wybrane pozycje programowe
- Randka na czas
- Moda ślubna
- Ślubne sekrety
- Do wesela się zagoi
- E-miłość
- Prawdziwy seks w wielkim mieście
- Panny młode z piekła rodem
- Wesele w wielkim stylu
- Na dobre i na złe